# Brian Garfield
Brian Francis Wynne Garfield (New York, 26 gennaio 1939 – Pasadena, 29 dicembre 2018) è stato uno scrittore statunitense.

## Biografia
Nato a New York nel 1939 da George Garfield e Frances O'Brien, ha studiato all'Università dell'Arizona (laurea nel 1959 e M.A in inglese nel 1963) e prestato servizio presso lo United States Army e la riserva militare dal 1957 al 1965.
A 18 anni ha completato il suo primo romanzo, il western Range Justice e in seguito ha pubblicato oltre 70 libri e venduto più di 20 milioni di copie nel mondo.
I suoi romanzi sono stati spesso trasposti in pellicole di successo come 2 sotto il divano e soprattutto Il giustiziere della notte che ha dato origine a una fortunata serie e a un remake.
Vincitore di un Edgar Award nel 1976, è morto a 79 anni il 29 dicembre 2018 a Pasadena per le complicazioni della malattia di Parkinson.

## Opere

### Romanzi firmati Brian Garfield
- Range Justice (1960)
- The Arizonans (1961)
- Seven Brave Men (1962)
- The Lawbringers (1963)
- Vultures in the Sun (1963)
- Il canyon del massacro (Apache Canyon, 1963), Bologna, La frontiera, 1982 traduzione di Alessandro Zabini
- The Vanquished (1964)
- Trail Drive (1964)
- Bugle & Spur (1966)
- The Last Bridge (1966)
- The Lusty Breed (1966)
- Arizona (1968)
- Big Country, Big Men (1969)
- Valley of the Shadow (1970)
- The Hit (1970)
- Sliphammer (1970)
- The Villiers Touch (1970)
- Gli ultimi giganti (Gundown, 1971), Bologna, La frontiera, 1985 traduzione di Alessandro Zabini
- Deep Cover (1971)
- Sweeny’s Honor (1971)
- E Terry Conniston? (What of Terry Conniston?, 1971), Milano, Garzanti, 1972
- Il giustiziere della notte (Death Wish, 1972), Milano, Mondadori, 1975 traduzione di Stefano Benvenuti - Nuova ed. Roma, Fanucci, 2018 traduzione di Stefano Benvenuti ISBN 978-88-347-3465-0.
- Relentless (1972)
- Line of Succession (1972)
- Deep Cover (1972)
- Kolchak’s Gold (1973)
- 20.000 lingotti sopra i mari con Donald E. Westlake (Gangway, 1973), Milano, Il Giallo Mondadori N. 1420, 1976 traduzione di Laura Grimaldi
- Tripwire (1973)
- La successione Romanov (The Romanov Succession, 1974), Milano, Mondadori, 1982 traduzione di Patrizia Aluffi
- The Threepersons Hunt (1974)
- Il giustiziere della notte N. 2 (Death Sentence, 1975), Milano, Il Giallo Mondadori N. 1733, 1982 traduzione di Lidia Lax
- Spionaggio d'autore (Hopscotch, 1975), Milano, Mondadori, Segretissimo N. 682, 1976 traduzione di Giulia Fretta
- Boomerang (Recoil, 1977), Milano, Il Giallo Mondadori N. 1708, 1981 traduzione di Laura Grimaldi
- Wild Times (1978)
- Il Paladino con Christopher Creighton (The Paladin: A Novel Based on Fact, 1979), Milano, Mondadori, 1981 traduzione di Patrizia Aluffi
- Valley of the Shadow (1983)
- Necessity (1984)
- Manifest Destiny (1989)

### Romanzi firmati Alex Hawk
- Savage Guns (1968)

### Romanzi firmati Bennett Garland
- 7 Brave Men (1962)
- High Storm (1963)
- The Last Outlaw (1964)
- Rio Chama (1967)

### Serie Jeremy Six firmata Brian Wynne
- Mr. Sixgun (1964)
- The Proud Riders (1967)
- A Badge for a Badman (1967)
- Brand of the Gun (1968)
- Gundown (1969)
- Big Country, Big Men (1969)

### Romanzi firmati Drew Mallory
- Target Manhattan (1975)

### Romanzi firmati Frank O'Brian
- The Rimfire Murders (1962)
- Act of Piracy (1975)

### Romanzi firmati Frank Wynne
- Arizona Rider (1962)
- Massacre Basin (1962)
- The Big Snow (1963)
- Dragoon Pass (1963)
- Rio Concho (1964)
- Rails West (1964)
- Lynch Law Canyon (1965)
- Call Me Hazard (1966)
- The Wolf Pack (1966)
- The Lusty Breed (1967)

### Romanzi firmati John Ives
- Fear in a Handful of Dust (1978)
- The Marchand Woman (1981)

### Romanzi firmati Jonas Ward
- Buchanan’s Gun (1968)

### Romanzi firmati William R. Cox
- Cemetery Jones and the Tombstone War (1990)

### Saggi
- The Thousand-Mile War: World War II in Alaska and the Aleutians (1969)
- Complete Guide to Western Films (1980)
- Western Films (1988)
- The Meinertzhagen Mystery: The Life and Legend of a Colossal Fraud (2007)

## Adattamenti cinematografici
- Il giustiziere della notte (Death Wish), regia di Michael Winner (1974)
- Gli ultimi giganti (The Last Hard Men), regia di Andrew V. McLaglen (1976)
- 2 sotto il divano (Hopscotch), regia di Ronald Neame (1980)
- Il giustiziere della notte n. 2 (Death Wish II), regia di Michael Winner (1982)
- Il giustiziere della notte 3 (Death Wish 3), regia di Michael Winner (1985)
- Il giustiziere della notte 4 (Death Wish 4: The Crackdown), regia di J. Lee Thompson (1987)
- Stepfather - Il patrigno (The Stepfather), regia di Joseph Ruben (1987)
- Il patrigno II (Stepfather II), regia di Jeff Burr (1989)
- In casa con il nemico (Stepfather III), regia di Guy Magar (1992)
- Il giustiziere della notte 5 (Death Wish V: The Face of Death), regia di Allan A. Goldstein (1994)
- Death Sentence, regia di James Wan (2007)
- Il segreto di David - The Stepfather (The Stepfather), regia di Nelson McCormick (2009)
- Il giustiziere della notte - Death Wish (Death Wish), regia di Eli Roth (2018)

## Premi e riconoscimenti
Premio Pulitzer per la storia
- 1970 finalista con The Thousand-Mile War: World War II in Alaska and the Aleutians

Premio Edgar per il miglior romanzo
- 1976 vincitore con Spionaggio d'autore

Martin Beck Award
- 1979 vincitore con Boomerang

National Book Award per la narrativa
- 1980 finalista nella sezione "Miglior western" con Wild Times[8]